# 계자첨가 여자제어
계자첨가 여자제어(界磁添加勵磁制御, 영어: field added excitation control)란, 직권 정류자 전동기를 사용하면서, 여자제어용 전원을 별도로 설치하여 계자전류제어로 회생제동을 구현하는 철도차량의 속도 제어 방식이다.

## 개요

### 배경
- 위상제어 - 교류의 전압을 제어하는 방법의 하나. 사이리스터 등  스위칭 작용이 있는 반도체 소자에 의해 전류를 흘리는 시간을 바꿔 교류파형의 일부를 떼어내, 평균전압을 제어한다.
- 초퍼 제어 - 위상제어의 방식을 직류에 적용한 것으로, 전류를 흘리는 시간을 바꿔 전압을 제어한다. 파워 일렉트로닉스가 발달하지 않았던 시기에는 위상제어에 비해 회로가 복잡하고 고가였다.

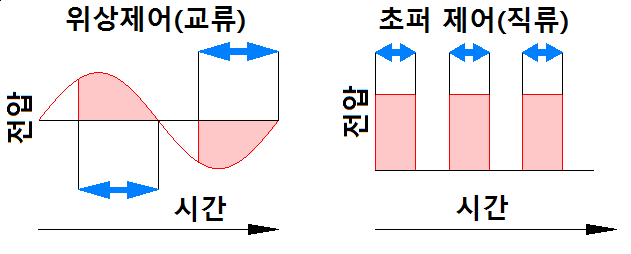
위상제어와 초퍼 제어

일본국유철도(현 JR 그룹)는 1970년대 유류 파동으로 인해 에너지 절약형 전동차를 개발하고 있었다. 기존의 저항제어 전동차는 가속시에 모터의 전압을 제어하면서 저항기로 전력의 일부가 열로 손실되며, 제동시에도 운동에너지를 열로 버리는 방식이었다. 일본국철은 이를 개선하기 위해 1979년에 전기자 초퍼 제어 방식 201계 전동차를 개발, 연속 전압제어를 통해 열 손실을 해소하고 제동시 운동 에너지를 전력으로 변환하여 가선으로 되돌리는 회생제동을 실용화했다. 그러나 당시는 전력 전자공학이 발달하지 않아 에너지 절약 효과는 있지만 제어회로가 고가가 되어 기존의 저항제어 방식을 대체할 정도는 되지 않았다.
한편 당시 사철(민간 철도)에서는 비싼 전기자 초퍼 제어 대신 계자 위상제어와 계자 초퍼 제어가 개발되어 있었다. 기본적인 구조는 기존의 저항제어를 이용해 값싼 계자 조정기를 이용하여 회생제동을 가능케 한 것이다. 즉 비싼 모터의 전압 제어는 기존의 방식을 그대로 사용하고, 비교적 저렴한 계자 조정기를 통해 구현한 회생제동에만 에너지 절약 효과를 기대하는 방식이었다. 가속시의 열 손실이 있기는 했지만, 코스트 퍼포먼스가 뛰어나 이 방식이 널리 보급되었다. 한편 이 방식은 복권전동기를 필요로 했다. 복권전동기는 기존의 직권전동기보다 구조가 복잡하고 부하나 전압의 변동에 약하며 보수 작업도 더 많이 필요로 하는 것이 과제였다. 사철과는 격이 다른 대량 도입과 광범위한 규격화를 전제로 해야 하며, 또 1960년대 이후 노동 문제의 격화가 표면화된 일본국철에서 비용도 보수도 제약이 따르는 복권전동기의 채용은 이에 따른 장점과 비교해도 정책적으로 문제가 있는 것이었다.

### 특징
이러한 배경 아래, 1980년대에 일본국철(현 JR)이 개발한 것이 계자첨가 여자제어이다. 특징은 다음과 같다.
- 전압 제어는 기존의 저항제어, 직병렬 조합 제어가 기본
- 계자 제어는 새로운 기술을 도입, 낮은 비용으로 회생제동을 구현
- 구조가 단순하며 신뢰성이 있는 직권전동기를 사용

계자 초퍼 제어와 같은 코스트 퍼포먼스를 노리면서 구조가 단순하고 견고한 직권 전동기로 제어가 가능한 점이 본 방식의 이점이다. 당시의 차세대 근교형 차량(211계 전동차)용으로 개발되어, 205계 전동차에 처음 탑재된 이후 일본국철 말기부터 JR초기에 걸쳐 새로 제조하는 전동차에 이용되었으며 사철에서도 일부 채택되었다.
| 제어 방식         | 전기자 초퍼 제어       | 계자 초퍼 제어            | 계자 위상 제어            | 계자첨가 여자제어         |
| ----------------- | ---------------------- | ------------------------- | ------------------------- | ------------------------- |
| 전동기            | 직권전동기             | 복권전동기                | 복권전동기                | 직권전동기                |
| 전압제어          | 초퍼 제어              | 저항제어·직병렬 조합 제어 | 저항제어·직병렬 조합 제어 | 저항제어·직병렬 조합 제어 |
| 계자제어 회생제동 | 약계자제어 전기자 초퍼 | 분권계자의 초퍼 제어      | 분권계자의 위상제어       | 계자의 위상제어           |

## 장점과 단점
장점
- 전기자 초퍼 제어에 비해 장치가 소형이다
- 감속시, 이 방식은 보조전원에 의해 계자전류를 제어하므로(의도적으로 외부로부터 전류를 가한다), 가선 전압에 좌우되지 않고 안정된 제동력을 얻을 수 있다. 때문에, 회생제동 사용 차량에 있어서는 회생실효가 잘 발생하지 않는다. 직권전동기를 사용할 수 있는 것도 그것에 기여한다.
- 계자 초퍼 등의 복권전동기에 비해 구조가 단순하고 직권전동기를 사용하므로 보수가 용이하다.
- 회생제동을 사용할 수 있다.
- 주전동기를 시작으로 저항제어 차량으로부터 유용할 수 있는 부품이 많아, 기존의 저항제어 차량을 베이스로 저렴하게 개조할 수 있다.

단점
- 계자 초퍼 제어와 마찬가지로 저항제어의 발전형이며, 기동에서 저항제어의 최종단까지는 캠 축 제어나 직병렬제어가 이루어지기 때문에, 진단(進段)이나 회로 변환에 의한 전후충동이 발생한다.
- 회생제동도, 계자 초퍼 제어와 마찬가지로 저속역에서의 효용 범위가 좁다. (20km/h 정도에서 실효)
- 종래와 마찬가지로 직류전동기를 사용하기 때문에, 보수상 약점이 되는 브러시가 여전히 남게 된다.

## 채용례
일본국유철도 (현 JR)
- 205계 전동차(1985년. JR동일본·JR서일본에 승계)
- 211계 전동차(1985년. JR동일본·JR서일본에 승계)
- 213계 전동차(1987년. JR서일본에 승계)

동일본여객철도 (이하 JR동일본)
- 205계 (일부는 가변 전압 가변 주파수 제어(VVVF)로 개조)
- 211계
- 215계 전동차(1992년)
- 251계 전동차(1990년)
- 253계 전동차(1991년. 현존 차량은 VVVF 제어로 개조)
- 651계 전동차(1988년. 일본에서 유일한 교류직류양용 계자첨가 여자제어 차량)

도카이 여객철도(이하 JR도카이)
JR 도카이의 계자첨가 여자제어는 보조전원이 직류이기 때문에, 첨가여자제어에는 위상제어 회로가 아닌 DC-DC 컨버터가 사용된다. DC-DC컨버터는 직류의 보조 전원을 인버터에 의해 단상교류로 변환한 뒤 강압(降壓)·정류하여 직류 첨가전류를 얻는다. 인버터에는 파워 트랜지스터를 사용하고 있다.
- 211계(5000번대・6000번대)
- 213계(5000번대）
- 311계 전동차(1989년)
- 371계 전동차(1991년)

서일본여객철도(이하 JR서일본)
- 205계 전동차(1000번대)
- 211계 전동차(쿠로모 211형・모로 210형, 폐차)
- 213계 전동차
- 221계 전동차(1989년)

도부 철도
- 200계 전동차(1991년. 도요 전기 제조제)

후지 급행
- 6000계 전동차(JR동일본 205계의 불하 차량)

한신 전기 철도
- 2000계 전동차(1990년 개조, 전차량 폐차)

## 같이 보기
- 초퍼 제어
- 계자 초퍼 제어
- 전기자 초퍼 제어
- 계자첨가 여자제어
- 가변 전압 가변 주파수 제어

## 참고 문헌
1. ↑  星野栄雄, 大堀豊, 井上一夫『東海旅客鉄道（株）向け213系直流電車システム』 富士時報　第62巻第8号（1989年）, 525-529頁